# Калужский государственный университет имени К. Э. Циолковского
Калужский государственный университет имени К. Э. Циолковского — классический университет в городе Калуге, носит имя русского учёного-космиста Константина Эдуардовича Циолковского.

## Традиции педагогического образования на территории региона
1786—1804 гг. — Главное народное училище в Калуге (4-й класс — педагогический).
1804—1918 гг. — Классическая мужская гимназия (8-й класс — педагогический).
1913—1918 гг. — учительский институт.
1918—1919 гг. — педагогический институт.
1919—1920 гг. — институт народного образования.
1921—1923 гг. — практический институт народного образования.
1923—1940 гг. — педагогический техникум, при котором в 1932 г. открыт вечерний педагогический институт.
1940—1941 гг., 1945—1953 гг. — учительский институт. Закрыт во время Великой Отечественной войны.
1948—1994 гг. — Калужский государственный педагогический институт, которому в 1963 г. присвоено имя К. Э. Циолковского.
1994—2010 гг. — Калужский государственный педагогический университет им. К. Э. Циолковского.
2010 г. — Калужский государственный университет им. К. Э. Циолковского

## Институты
В состав Калужского государственного университета им. К. Э. Циолковского входят 9 институтов (естествознания; инженерно-технологический; искусств и социокультурного проектирования; истории и права; лингвистики и мировых языков; медицинский; педагогики; психологии; филологии и массмедиа), осуществляющих обучение студентов по очной, очно-заочной и заочной формам, а также институт развития профессиональных компетенций.

### Институт естествознания
И. о. директора — Лаврентьева Галина Владимировна. Создан в 2005 году на основе биолого-химического факультета (год образования — 1948 под названием факультет естествознания).
В структуру института входят 3 кафедры:
- кафедра биологии и экологии;
- кафедра географии, кадастров и техносферной безопасности;
- кафедра химии;

### Инженерно-технологический институт
Директор — Кривов Сергей Иванович. Образован в 2012 году под названием физико-технологический институт в результате объединения физико-математического и инженерно-педагогического факультетов. 1 октября 2020 года переименован в инженерно-технологический институт. Физико-математический факультет основан в 1948 году. Межвузовский инженерно-педагогический факультет учреждён в 1992 году решением учёных советов КГПИ им. К. Э. Циолковского и Калужского филиала МГТУ им. Н. Э. Баумана.
В структуру института входят 5 кафедр:
- кафедра инженерных и технологических дисциплин;
- кафедра информатики и информационных технологий;
- кафедр менеджмента;
- кафедра физики и математики;
- кафедра экономики;

### Институт искусств и социокультурного проектирования
Директор — Лыфенко Анастасия Вячеславовна. Основан в 1991 году как факультет социальной работы, впоследствии переименован в факультет социальных отношений. Первые два года велось обучение только в заочной форме и лишь с 1993 года — в очной. Первым из факультетов университета был реорганизован в институт (2001 год). С 2021 года институт социальных отношений преобразован в институт искусств и социокультурного проектирования.
В структуру института входят 4 кафедры:
- кафедра социальной адаптации и организации работы с молодёжью;
- кафедра теории и методики физического воспитания;
- кафедра физического воспитания;
- кафедра философии, культурологии и социокультурной деятельности;

### Институт истории и права
И. о. директора — Полякова Мария Александровна. Создан в 2014 году на базе исторического факультета (год образования — 1948).
В структуру института входят 3 кафедры:
- кафедра истории;
- кафедра таможенного дела и логистики;
- кафедра юриспруденции;

### Институт лингвистики и мировых языков
Директор — Фомичёва Екатерина Владимировна. Создан 1 октября 2020 года на основе факультета иностранных языков, образованного в 1952 году.
В структуру института входят 4 кафедры:
- кафедра английского языка;
- кафедра лингвистики и иностранных языков;
- кафедра теории языкознания и немецкого языка;
- кафедра французского языка;

### Медицинский институт
Директор — Смирнова Галина Олеговна. Основан 1 октября 2020 года на базе специальности «Лечебное дело» Института естествознания, подготовка студентов на котором велась с 2012 года.
В структуру института входят 4 кафедры:
- кафедра внутренних болезней;
- кафедра медико-биологических дисциплин;
- кафедра постдипломного образования;
- кафедра хирургии;

### Институт педагогики
Директор — Карпеченко Александра Сергеевна. Создан в 2012 году на базе факультета начального образования. Название на момент основания факультета в 1957 году — факультет педагогики и методики начального образования, впоследствии также назывался факультетом начальных классов. В период с 1967 по 1976 годы факультет был закрыт, в 1976 году его деятельность была возобновлена.
В структуру института входят 2 кафедры:
- кафедра педагогики;
- кафедра теории и методики дошкольного, начального и специального образования;

### Институт психологии
Директор — Белинская Татьяна Владимировна. Создан в 2014 году на базе факультета практической психологии. Межвузовский факультет практической психологии был учреждён в 1993 году решением учёных советов КГПИ им. К. Э. Циолковского и Обнинского института атомной энергетики, впоследствии в число учредителей вошел Высший психологический колледж Института психологии РАН.
В структуру института входят 2 кафедры:
- кафедра общей и социальной психологии;
- кафедра психологии развития и образования;

### Институт филологии и массмедиа
Директор — Асмолова Елизавета Владимировна. Образован 1 октября 2020 года на базе филологического факультета. Название факультета на момент основания в 1948 году — факультет русского языка и литературы, впоследствии переименован в филологический.
В структуру института входят 3 кафедры:
- кафедра литературы;
- кафедра русского языка;
- кафедра русского языка как иностранного;

### Институт развития профессиональных компетенций
Директор — Трутнева Наталья Юрьевна. Основан в 2020 году. С 2011 по 2020 год действовал под названием Института дополнительного профессионального образования, созданного на основе центра переподготовки кадров, открытого в 1991 г.
Осуществляет свою деятельность по направлениям: организация повышения квалификации и стажировок профессорско-преподавательского состава университета; повышение квалификации и переподготовка работников образовательной, социальной и других сфер деятельности; реализация федеральной программы подготовки управленческих кадров для организаций народного хозяйства Российской Федерации по направлениям «Менеджмент», «Маркетинг» и с 2008 года «Управление персоналом» совместно с Московской международной высшей школой бизнеса «МИРБИС» (Институт). Занятия ведут преподаватели Калужского государственного университета им. К. Э. Циолковского, МИРБИСа, Московского института открытого образования, Московского Центра качества образования и других ведущих вузов страны.

## Учебные корпуса и общежития
- учебный корпус на улице Степана Разина, д. 26
- учебный корпус на улице Ленина, д. 83/2
- учебный корпус в переулке Воскресенский, д. 4
- новый учебный корпус на улице Степана Разина, д. 22/48

Занятия проводятся в 5 учебных корпусах университета, расположенных по адресам:
- улица Степана Разина, д. 22/48. Общая площадь — 18,7 тысяч м2. Построен в 2016 году[6]. Здание имеет переменную этажность (6 и 9 этажей). В нём располагаются 125 аудиторий, столовая, кухня, места для отдыха и самостоятельных занятий[7]. В корпусе проводятся занятия для студентов институтов искусств и социокультурного проектирования, педагогики, психологии.
- улица Степана Разина, д. 24. Общая площадь 4996,1 м2. Здание построено в 2008 году[8]. В корпусе проводятся занятия для студентов института естествознания и медицинского институтов.
- улица Степана Разина, д. 26. Общая площадь — 7777,8 м2. Здание построено в 1970 году. В корпусе проводятся занятия для студентов инженерно-технологического института.
- улица Ленина, д. 83/2. Общая площадь — 3759,0 м2. Здание построено в 1782 году для Главного народного училища (открылось в 1786 году), впоследствии в нём располагалась Классическая мужская гимназия[9]. Архитектор — Пётр Романович Никитин. В корпусе проводятся занятия для студентов институтов истории и права, а также института лингвистики и мировых языков.
- переулок Воскресенский, д. 4. Общая площадь — 2166,4 м2. Здание построено в 1878 году для Калужского реального училища по проекту инженера И. И. Лилье[10]. В корпусе проводятся занятия для студентов института филологии и массмедиа.

В учебных корпусах располагаются 34 аудитории для лекционных занятий, 84 — для практических, 39 лабораторий, оборудованных современными средствами мультимедиа, 18 компьютерных классов, специализированные кабинеты, демонстрационные и научно-исследовательские центры, учебно-вспомогательные и другие помещения, необходимые для проведения образовательного процесса, а также 4 актовых зала. Спортивная база университета включает 3 спортивных и 2 тренажерных зала, бассейн. Для проведения занятий используются также арендуемые спортивные комплексы «Юность», «Бригантина», «Энергия», «Тир-манеж» (расположен в микрорайоне Анненки).
После ввода в строй в 2016 году корпуса на пересечении улиц Степана Разина и Тульской общая площадь учебных зданий университета увеличилась более чем в два раза, полностью удовлетворив потребности вуза в помещениях. В связи с чем ректор КГУ им. К. Э. Циолковского Максим Казак предложил отказаться от использовании удалённых отдельно стоящих корпусов, расположенных на улице Советской, д. 20 и переулке Теренинском, д. 6.
В Калужском государственном университете есть 3 студенческих общежития, рассчитанных более чем на 1,7 тысячи мест, и общежитие для сотрудников КГУ им. К. Э. Циолковского.

## Научная деятельность
Первая защита в университете кандидатской диссертации была проведена 16 мая 1996 г. Специальность — «Теория и методика профессионального образования» (педагогические науки). Соискателем являлась Савостьянова Светлана Олеговна, научным руководителем — доктор педагогических наук, профессор Дмитрий Михайлович Гришин. Тема диссертации «Подготовка будущих учителей к педагогической поддержке подростков в конфликтных ситуациях».
До мая 2015 года при Калужском государственном университете имени К. Э. Циолковского работал докторский диссертационный совет Д 212.085.01 с правом защиты докторских и кандидатских диссертаций по специальностям 13.00.01 — общая педагогика, история педагогики и образования (педагогические науки) и 13.00.08 — теория и методика профессионального образования (педагогические науки). Председатель диссертационного совета — доктор педагогических наук, профессор Сергей Ильич Маслов.

## Музеи и библиотека университета
В КГУ им. К. Э. Циолковского действует два общеуниверситетских музея (музей истории КГУ, кабинет — музей А. Л. Чижевского), а также музей института естествознания.

### Музей истории Калужского государственного университета
Музей истории КГУ им. К. Э. Циолковского был открыт в апреле 1998 года в честь 50-летия университета. Расположен в корпусе университета по адресу: г. Калуга, улица Степана Разина, д. 26. Музей располагает библиотекой, содержащей учебники и учебные пособия, относящиеся к разным периодам образовательной деятельности в России, экспонатами — физическими приборами времён К. Э. Циолковского, коллекцией минералов Калужской области. Здесь хранятся подарки, грамоты, благодарственные письма, сведения о кадровом составе и выпускниках университета, фотографии, альбомы и другие материалы по истории вуза. Ведётся летопись университета. В музее отражены развитие университета, происходившие в нём структурные изменения, история формирования подготовки студентов по новым специальностям, рассказывается о судьбах, деятельности профессоров и преподавателей, многих выпускников.
История университета и калужских образовательных учреждений известна выдающимися преподавателями и знаменитыми впоследствии выпускниками учебных заведений, среди которых: братья Сергей Николаевич и Евгений Николаевич Трубецкие, физики Алексей Петрович Соколов и Александр Николаевич Теренин, Александр Леонидович Чижевский, писатели Григорий Александрович Медынский и Борис Константинович Зайцев, историк и краевед Дмитрий Иванович Малинин и многие другие.
Воспитательная и просветительская работа музея осуществляется с помощью проведения экскурсий для студентов всех институтов и факультетов, а также школьников во время педагогической практики и в дни «открытых дверей» университета. Ещё одним направлением в воспитательной и просветительской деятельности музея является проведение конференций, посвящённых памятным датам в истории университета и государства. С помощью музея истории университета осуществляется подготовка материалов для постоянных и временных экспозиций, печатных изданий, связанных с деятельностью вуза.

### Кабинет-музей Чижевского
Музей был открыт 18 марта 1989 года в одной из аудиторий, расположенных в корпусе университета по адресу: г. Калуга, улица Степана Разина, д. 26. В экспозиции кабинета-музея отражены все периоды жизни А. Л. Чижевского. Сбор музейных экспонатов осуществлялся с помощью краеведов, студентов университета, людей, знавших семью Чижевских и самого учёного по калужскому, московскому и карагандинскому периодам его жизни. При создании музея и изучения архивных документов в Калуге, Москве и Тамбове организатором кабинета-музея доктором педагогических наук, профессором Е. Л. Прасоловой, его активистами — студентами Е. И. Белоноговой, О. В. Панфёровой и другими были открыты малоизвестные страницы биографии Чижевского как студента, учёного, узника ГУЛАГа.
Благодаря сохранившимся фотографиям интерьеров дома, воспоминаниям родных и близких учёного в музее воссозданы фрагменты обстановки дома в Калуге, в котором в 1913—1929 годах жила семья Чижевских. Представлены экспонаты, отражающие атмосферу становления личности будущего учёного: мебель начала XX века, физические приборы, астрономические атласы и учебники. На стендах размещены копии картин А. Л. Чижевского. В витринах кабинета-музея представлены его научные труды («Физические факторы исторического процесса», «Структурный анализ движущейся крови», «Аэроионификация в народном хозяйстве», «В ритме солнца», «Земное эхо солнечных бурь», автобиографическое произведение «Вся жизнь») и все сборники стихотворений. Кабинет-музей А. Л. Чижевского располагает копиями его статей, изданных за рубежом; воспоминаниями современников (Тихонова П. Г., Гражданской З. Т., Левина Г. И., Перлатова Г. Н., Шикова В. Г., Лившица М. Н., Шишиной Ю. Г., Голованова Л. В. и других).
Материалы, собранные в музее (рефераты, дипломные и курсовые работы студентов, большая библиотека, методические разработки уроков и классных часов, посвящённых жизни и деятельности А. Л. Чижевского), позволяют проводить в университете лекционные и семинарские занятия, спецкурсы по физике, биологии, истории, литературе, живописи и другим учебным дисциплинам, а также классные часы для учащихся школ. Значимость музейных экспонатов для университета состоит в том, что они служат вспомогательным средством для осуществления образовательного процесса.
Среди первых посетителей музея были лётчик-космонавт СССР, дважды Герой Советского Союза В. И. Севастьянов; соратник А. Л. Чижевского, кандидат филологических наук В. И. Безъязычный; биограф и хранитель научно-художественного наследия А. Л. Чижевского член-корреспондент Российской академии естественных наук, кандидат философских наук Л. В. Голованов.

### Музей института естествознания
Музей создан 5 марта 2013 года. Расположен в корпусе университета по адресу: г. Калуга, улица Степана Разина, д. 24. В его экспозиции представлены экспонаты с конца XIX века и до наших дней: исследовательские инструменты учёных биологов, научные работы и книги, чучела птиц и коллекция минералов. Воссоздана обстановка кабинета учёного-биолога начала XX века. Основу коллекции составляют вещи, переданные в дар университету доктором биологических наук, профессором Н. С. Ворониным и его семьёй.

### Библиотека университета
В Калужском государственном университете функционирует научная библиотека. Общий фонд библиотеки укомплектован печатными и электронными изданиями основной и дополнительной учебной литературы и на 1 января 2021 года составляет 597.285 экземпляров. Информационно-библиотечное обслуживание ведётся в 3-х абонементах и 2-х читальных залах (расположены в корпусах по адресам: улица Степана Разина, д. 26; улица Степана Разина, д. 22/48) и электронном читальном зале, имеющим доступ к ряду электронных библиотек (расположен в корпусе по адресу: улица Степана Разина, д. 24).

## Печатные издания
Первым регулярным научным изданием университета являлись «Учёные записки» КГПИ, выпускавшиеся с 1950 года по 1955. Было опубликовано лишь 4 сборника. Однако монографии, учебники, учебные пособия, материалы научных и научно-практических конференций издавались университетом на постоянной основе. В 2000-е годы осуществлялось издание студенческой газеты «Аудитория» (Вестник Калужского государственного педагогического университета им. К. Э. Циолковского). В то же время практически каждым институтом и факультетом КГПУ печаталась своя собственная газета.
С 2006 года КГУ им. К. Э. Циолковского издаёт научный журнал «Вестник Калужского университета», в котором публикуются статьи по гуманитарным, социальным, педагогическим, психологическим, естественным и техническим дисциплинам. Периодичность выхода — один раз в квартал (4 номера в год). Разместить материалы в издании могут сотрудники университета, учёные из других вузов и научных учреждений. Отдельные номера журнала являются тематическими выпусками, например, по итогам проведённых научных конференций.

## Директора и ректоры
В соответствии с Типовым уставом высшего учебного заведения руководители вуза до марта 1961 года занимали должность директора, после принятия «Положения о высших учебных заведениях» — ректора.
- Любимов, Павел Яковлевич (1948—1950) — к. и. н., доц.[22]
- Тихонов, Василий Михайлович (1950—1953) — к. пед. н., доц.
- Сазонов, Матвей Петрович (1953—1955) — к. пед. н., доц.
- Мигунов, Алексей Иванович (1955—1961) — к. геогр. н., доц., первый ректор в истории КГПИ.
- Касаткин, Михаил Андреевич (1961—1962) — к. и. н., доц.
- Рыбин, Николай Андреевич (1962—1969) — к. э. н., доц.
- Касаткин, Михаил Андреевич (1969—1987) — к. и. н., проф.
- Лыткин, Владимир Алексеевич (1987—2004) — к. и. н., проф.
- Дробышев, Юрий Александрович (2004 — сентябрь 2010) — д. пед. н., проф.
- Казак, Максим Анатольевич (с 2011 года) — к. ист. н., доц.

## Профессорско-преподавательский состав университета
- Алексеева Людмила Ивановна — к.филол.н., проф. кафедры русского языка.
- Антохина Валентина Александровна — к.п.н., проф. кафедры русского языка.
- Белова Ирина Борисовна — д.ист. н.,проф. кафедры истории.
- Белянин Валерий Павлович — д.филол.н., проф. кафедры общей и юридической психологии.
- Васильев Лев Геннадьевич — д.филол.н., проф., заведующий кафедрой лингвистики и иностранных языков.
- Горбачёва Елена Игоревна — д.пс.н., проф., заведующий кафедрой психологии развития и образования.
- Енгалычев Вали Фатехович — д.пс.н., проф., заведующий кафедрой общей и юридической психологии.
- Ерёмин Александр Николаевич — д.филол.н., проф. кафедры русского языка.
- Ивченко Тамара Валентиновна — к.пед.н., доц. кафедры ботаники, микробиологии и экологии
- Каргашин Игорь Алексеевич — д.филол.н., проф. кафедры литературы.
- Касаткина Светлана Николаевна — д.пед.н., проф. кафедры педагогики.
- Краснощёченко Ирина Петровна — д.пс.н., проф. кафедры социальной и организационной психологии.
- Лыков Игорь Николаевич — д.б.н., проф., научный руководитель института естествознания.
- Лыткин Владимир Владимирович — д.филос.н., проф., заведующий кафедрой философии, культурологии и социологии.
- Мильман Олег Ошеревич — д.тех.н., проф. кафедры общей физики.
- Пак Надежда Идюновна — д.фил.н., проф. кафедры литературы.
- Попков Вячеслав Дмитриевич — д.соц.н., проф. кафедры философии и социологии.
- Смольянинова Маргарита Ивановна — к.филол.н., проф. кафедры русского языка.
- Стрельцов Алексей Борисович — д.биол.н., проф. кафедры ботаники, микробиологии и экологии.
- Ушакова Юлия Юрьевна — д.филол.н., проф. заведующий кафедрой русского языка.
- Хачикян Елена Ивановна — д.пед.н., проф. кафедры литературы.
- Черников Анатолий Петрович — д.филол.н., проф. кафедры литературы.
- Чернова Галина Васильевна — д.биол.н., проф. кафедры общей биологии и безопасности жизнедеятельности, академик РАЕН.
- Штрекер Нина Юрьевна — д.пед.н., проф. кафедры теории и методики дошкольного, начального и специального образования

## Известные профессора и преподаватели прошлых лет
- Богданов Евгений Николаевич (род. 1948) — д.пс.н., проф., проректор по научно-исследовательской работе.
- Богодарова Наталья Александровна (13.11.1944—1.10.2015) — к.и.н., проф. кафедры всеобщей истории.
- Бутенко Ирина Анатольевна (род. 12.02.1955) — д.соц.н., проф. кафедры философии и социологии.
- Воронин Николай Сергеевич (1911—2004) — д.б.н., проф., заведующий кафедрой ботаники.
- Гришин Дмитрий Михайлович (1927—1998) — д.пед.н., проф., заведующий кафедрой педагогики.
- Дробышев Юрий Александрович (1955—2024) — д.пед.н., проф. кафедры высшей математики, ректор КГПУ в 2004—2010 гг.
- Дробышева Ирина Васильевна — д.пед.н., проф., кафедры высшей математики.
- Ермакова Ольга Павловна (12.02.1929—20.12.2022) — д.филол.н., проф. кафедры русского языка.
- Зайцев Андрей Кириллович (1946—2015) — д.филос.н., проф., заведующий кафедрой философии и социологии.
- Зеленецкий Александр Львович (род. 31.08.1940) — д.филол.н., проф. кафедры теории языкознания и немецкого языка.
- Коровкин Павел Петрович (1913—1985) — д.ф-м.н., проф, заведующий кафедрой математического анализа.
- Карпов Виктор Алексеевич — к.х.н., заведующий кафедрой химии.
- Кучеровский Николай Михайлович (1922—1974) — д.филол.н., проф. заведующий кафедрой литературы.
- Лыткин Владимир Алексеевич (1936—2010) — к.и.н., проф. кафедры истории и политологии; ректор КГПИ (КГПУ) в 1987—2004 гг.
- Маслов Сергей Ильич (03.03.1956—25.07.2023) — д.пед.н., проф., заведующий кафедрой педагогики.
- Межерицкий Яков Юрьевич (род. 1947) — д.и.н., заведующий кафедрой всеобщей истории.
- Монахов Пётр Фёдорович (28.06.1923—10.05.2011) — д.филол.н., проф. кафедры немецкого языка, декан факультета иностранных языков.
- Никифоров Константин Георгиевич (28.09.1952 — 28.09.2017)— д.физмат. н., проф. кафедры общей физики, академик РАЕН.
- Прасолова Елена Лазаревна (26.05.1946—23.01.2009) — д.пед.н., проф. кафедры общей физики, проф. кафедры педагогики, директор кабинета-музея А. Л. Чижевского в КГУ им. К. Э. Циолковского.[23]
- Ростовцева Лариса Емельяновна (29.06.1927 — 04.01.2021) — к.и.н., зав. кафедрой истории СССР, преподаватель с 50-летнем стажем.[24]
- Семёнов Вениамин Александрович (род. 19.01.1934) — д.геогр.н., проф. кафедры географии.
- Снесаревский Пётр Викторович (1919—1986) — к.и.н., доц. кафедры истории СССР.
- Стрельцов Анатолий Степанович (1947—2015) — д.филос.н., проф. кафедры философии и социологии.
- Стырин Анатолий Тимофеевич (18.01.1938—13.05.2017) — к.пед.н., проф. кафедры всеобщей истории.
- Филимонов Виктор Яковлевич (1937—2021) — д.и.н., проф., декан исторического факультета (1976—1996); заведующий кафедрой отечественной истории (1996—2015); директор департамента образования и науки Калужской области (1996—2000).
- Шестакова Галина Александровна (1933—2015) — д.биол.н., проф., заведующий кафедрой ботаники, микробиологии и экологии, академик РАЕН.
- Шкловер Григорий Григорьевич (24.08.1924—2017) — д.т. н., заведующий кафедрой общей физики.
- Штейнмец Артур Эмануилович (род. 1941) — д.пс.н., заведующий кафедрой возрастной и педагогической психологии.
- Щербак Николай Петрович (1946—2013) — д.мед.н., проф., заведующий кафедрой валеологии и медицинской психологии.

## Сотрудники университета — участники Великой Отечественной войны
| Фамилия, имя, отчество        | Должность в университете | Воинское звание, описание боевых действий                                                                                                 | Награды |
| ----------------------------- | --- | --- | --- |
| Андреев Пётр Михайлович       | Комендант общежития | Военный партийный работник | |
| Вильчинский Иван Федосеевич   | Работал в хозчасти КГПИ. | Командир отделения стрелкового полка. Участвовал в боевых действиях с 1939 года по август 1944.                                           | Орден Отечественной войны I степени, медаль «За отвагу», медаль «За победу над Германией в Великой Отечественной войне 1941—1945 гг.» и другие. |
| Воронин Николай Сергеевич     | Доктор биологических наук, профессор, заведующий кафедрой ботаники.                                                           | Военный переводчик 1 разряда, капитан. Участвовал в боевых действиях с августа 1941 года по май 1945.                                     | Два ордена Отечественной войны II степени, орден Трудового Красного Знамени, медаль «За оборону Москвы», медаль «За победу над Германией в Великой Отечественной войне 1941—1945 гг.» и другие. |
| Гудков Николай Иванович       | Работал в хозчасти КГПИ. | Артиллерист, рядовой. Участвовал в боевых действиях с 1943 по 1945 год.                                                                   | Орден Отечественной войны II степени, медаль «За победу над Германией в Великой Отечественной войне 1941—1945 гг.» и другие. |
| Знаменский Василий Васильевич | Старший преподаватель курса гражданской обороны.                                                                              | Командир гвардейской зенитной артиллерийской дивизии, полковник. Участвовал в боевых действиях с июня 1941 года по февраль 1945.          | Орден Ленина, три ордена Красного Знамени, орден Александра Невского, орден Красной Звезды, орден Отечественной войны I степени, медаль «За взятие Берлина», медаль «За победу над Германией в Великой Отечественной войне 1941—1945 гг.» и другие.                                                                            |
| Каменская Мария Матвеевна     | Кандидат физико-математических наук, доцент, декан физико-математического факультета.                                         | Рядовой зенитно-артиллерийского дивизиона. Участвовала в боевых действиях с июля 1944 года по май 1945.                                   | Медаль «За победу над Германией в Великой Отечественной войне 1941—1945 гг.». |
| Каменский Николай Павлович    | Кандидат физико-математических наук, доцент, заведующий кафедрой алгебры и геометрии, заведующий подготовительным отделением. | Инженер-метеоролог метеобюро полевого штаба ВВС Дальневосточного фронта. Участвовал в боевых действиях с июля 1941 года по сентябрь 1945. | Орден Отечественной войны II степени, медаль «За оборону Москвы», медаль «За победу над Германией в Великой Отечественной войне 1941—1945 гг.», медаль «За Победу над Японией» и другие. |
| Карпов Николай Владимирович   | Доцент кафедры литературы. | Лейтенант путейных железнодорожных войск. Участвовал в боевых действиях с 1939 года по август 1946.                                       | Орден Отечественной войны II степени, медаль «За освобождение Варшавы», медаль «За победу над Германией в Великой Отечественной войне 1941—1945 гг.», медаль «За Победу над Японией» и другие. |
| Касаткин Михаил Андреевич     | Профессор, ректор КГПИ им. К. Э. Циолковского.                                                                                | Партизан, председатель подпольного райисполкома. Участвовал в боевых действиях с октября 1941 года.                                       | Орден Отечественной войны I степени, медаль «Партизану Отечественной войны», медаль «За победу над Германией в Великой Отечественной войне 1941—1945 гг.» и другие. |
| Климов Иван Илларионович      | Доцент, заведующий кафедрой химии.                                                                                            | Танкист, сержант. Участвовал в боевых действиях с июня 1941 года.                                                                         | Орден Отечественной войны II степени, медаль «За победу над Германией в Великой Отечественной войне 1941—1945 гг.» и другие. |
| Коровкин Павел Петрович       | Доктор физико-математических наук, профессор, заведующий кафедрой математического анализа.                                    | Помощник начальника отдела ПВО Дальневосточного фронта, майор. Участвовал в боевых действиях с июня 1941 года по сентябрь 1945.           | Орден Красной Звезды, орден Отечественной войны I степени, орден Отечественной войны II степени, орден «Знак Почёта», медаль «За оборону Москвы», медаль «За победу над Германией в Великой Отечественной войне 1941—1945 гг.», медаль «За Победу над Японией», медаль «За трудовую доблесть» и другие.                        |
| Крюков Алексей Лаврентьевич   | Доцент кафедры политэкономии и философии.                                                                                     | Политрук танковой роты. | |
| Кунаков Михаил Емельянович    | Кандидат педагогических наук, доцент кафедры биологии.                                                                        | Артиллерист, майор. Участвовал в боевых действиях с июня 1941 года по май 1945.                                                           | Орден Отечественной войны II степени, медаль «За взятие Кёнигсберга», медаль «За победу над Германией в Великой Отечественной войне 1941—1945 гг.» и другие. |
| Манаев Николай Сидорович      | Кандидат филологических наук, доцент кафедры литературы.                                                                      | Старший сержант зенитно-артиллерийского дивизиона. Участвовал в боевых действиях с 1939 года по февраль 1946.                             | Орден Отечественной войны II степени, медаль «За оборону Москвы», медаль «За победу над Германией в Великой Отечественной войне 1941—1945 гг.», медаль «За Победу над Японией» и другие. |
| Мигунов Алексей Иванович      | Ректор КГПИ. | Начальник разведки дивизии. | медаль «За победу над Германией в Великой Отечественной войне 1941—1945 гг.», медаль «За трудовую доблесть» и другие. |
| Монахов Пётр Фёдорович        | Кандидат филологических наук, доцент, заведующий кафедрой немецкого языка, декан факультета иностранных языков.               | Переводчик разведотдела дивизии. Участвовал в боевых действиях с мая 1942 года по май 1945.                                               | Орден Красной Звезды, орден Отечественной войны II степени, медаль «За отвагу», медаль «За взятие Берлина», медаль «За освобождение Праги», медаль «За победу над Германией в Великой Отечественной войне 1941—1945 гг.» и другие.                                                                                             |
| Никифоров Тимофей Петрович    | Работал в хозчасти КГПИ. | Командир стрелковой роты. | |
| Новиков Василий Романович     | Кандидат исторических наук, доцент, декан историко-филологического факультета.                                                | Артиллерист, майор. Участвовал в боевых действиях с июня 1941 года по май 1945.                                                           | Орден Красной Звезды, орден Отечественной войны I степени, два ордена Отечественной войны II степени, орден «Знак Почёта», медаль «За отвагу», медаль «За взятие Берлина», медаль «За освобождение Праги», медаль «За победу над Германией в Великой Отечественной войне 1941—1945 гг.» и другие.                              |
| Платошкина Галина Ивановна    | Кандидат филологических наук, доцент кафедры литературы.                                                                      | Радиотелеграфистка. Участвовала в боевых действиях с мая 1942 года по май 1945.                                                           | Орден Отечественной войны II степени, медаль «За отвагу», медаль «За оборону Кавказа», медаль «За победу над Германией в Великой Отечественной войне 1941—1945 гг.» и другие. |
| Поспехов Иван Михайлович      | Кандидат педагогических наук, доцент кафедры педагогики и психологии.                                                         | Сержант гвардейского стрелкового полка. Участвовал в боевых действиях с июня 1941 года по май 1945.                                       | Орден Славы III степени, орден Красной Звезды, орден Отечественной войны I степени, медаль «За победу над Германией в Великой Отечественной войне 1941—1945 гг.» и другие. |
| Розанов Василий Семёнович     | Работал в хозчасти КГПИ. | Начальник политотдела. Участвовал в боевых действиях с июля 1941 года по июль 1943.                                                       | Два ордена Красной Звезды, орден Отечественной войны II степени, медаль «За боевые заслуги», медаль «За победу над Германией в Великой Отечественной войне 1941—1945 гг.» и другие. |
| Рукин Владимир Андреевич      | Доцент кафедры научного коммунизма.                                                                                           | Ефрейтор стрелкового полка. Участвовал в боевых действиях с июня 1943 года по май 1945.                                                   | Орден Славы III степени, орден Отечественной войны I степени, две медали «За отвагу», медаль «За боевые заслуги», медаль «За освобождение Праги», медаль «За победу над Германией в Великой Отечественной войне 1941—1945 гг.» и другие.                                                                                       |
| Святогор Иван Павлович        | Кандидат филологических наук, доцент, декан факультета по работе с иностранцами.                                              | Старшина артиллерийского полка. Участвовал в боевых действиях с июня 1941 года по май 1945.                                               | Орден Красной Звезды, орден Отечественной войны I степени, орден Трудового Красного Знамени, две медали «За отвагу», медаль «За оборону Киева», медаль «За оборону Сталинграда», медаль «За взятие Будапешта», медаль «За взятие Вены», медаль «За победу над Германией в Великой Отечественной войне 1941—1945 гг.» и другие. |
| Спивак Вениамин Михайлович    | Кандидат исторических наук, доцент, заведующий кафедрой научного коммунизма.                                                  | Командир сапёрной роты, старший лейтенант. Участвовал в боевых действиях с октября 1941 года по май 1945.                                 | Орден Красной Звезды, орден Отечественной войны II степени, медаль «За победу над Германией в Великой Отечественной войне 1941—1945 гг.» и другие. |
| Стояновская Евгения Ивановна  | Лаборант кафедры зоологии. | Медсестра санбатальона. Участвовала в боевых действиях с июля 1941 года по август 1944.                                                   | Орден Красной Звезды, орден Отечественной войны I степени, медаль «За оборону Москвы», медаль «Партизану Отечественной войны», медаль «За победу над Германией в Великой Отечественной войне 1941—1945 гг.» и другие. |
| Ткаченко Иван Григорьевич     | Мастер по электроизмерительным приборам.                                                                                      | Заместитель командира батальона связи. Участвовал в боевых действиях с июня 1941 года по сентябрь 1945.                                   | Орден Красной Звезды, орден Красного Знамени, орден Отечественной войны II степени, медаль «За оборону Кавказа», медаль «За боевые заслуги», медаль «За победу над Германией в Великой Отечественной войне 1941—1945 гг.» и другие.                                                                                            |
| Трифонов Алексей Васильевич   | Старший преподаватель кафедры физвоспитания, мастер спорта СССР.                                                              | Снайпер, командир стрелкового взвода. Участвовал в боевых действиях с июля 1942 года по март 1945.                                        | Орден Красной Звезды, орден Отечественной войны I степени, медаль «За оборону Кавказа», две медали «За отвагу», медаль «За победу над Германией в Великой Отечественной войне 1941—1945 гг.» и другие. |
| Февралёв Константин Денисович | Доцент кафедры химии, декан биолого-химического факультета.                                                                   | Начальник химслужбы дивизии, инженер-майор. Участвовал в боевых действиях с июля 1941 года по май 1945.                                   | Орден Красной Звезды, орден Отечественной войны I степени, орден Отечественной войны II степени, медаль «За боевые заслуги», медаль «За победу над Германией в Великой Отечественной войне 1941—1945 гг.» и другие. |
| Филиппов Серафим Михайлович   | Старший преподаватель, заместитель декана физико-математического факультета.                                                  | Командир роты связи. Участвовал в боевых действиях с июля 1941 года по сентябрь 1945.                                                     | Орден Красной Звезды, орден Отечественной войны II степени, медаль «За отвагу», медаль «За победу над Германией в Великой Отечественной войне 1941—1945 гг.», медаль «За Победу над Японией» и другие. |
| Чичкин Аркадий Степанович     | Декан физико-математического факультета, проректор КГПИ по заочному обучению.                                                 | Командир пулемётного отделения. Участвовал в боевых действиях с мая 1943 года по май 1945.                                                | Орден Отечественной войны I степени, орден «Знак Почёта», медаль «За отвагу», медаль «За победу над Германией в Великой Отечественной войне 1941—1945 гг.» и другие. |
| Шмелёв Виктор Михайлович      | Доцент кафедры ботаники. | Рядовой стрелкового полка. Участвовал в боевых действиях с октября 1942 года по декабрь 1943.                                             | Орден Отечественной войны I степени, медаль «За отвагу», медаль «За победу над Германией в Великой Отечественной войне 1941—1945 гг.» и другие. |

## Известные выпускники
- Акимов, Максим Алексеевич (род. 1970) — российский политик и менеджер, заместитель Председателя Правительства Российской Федерации в 2018—2020, генеральный директор АО «Почта России» в 2020—2022 годах. Окончил исторический факультет в 1993 году.
- Боченков, Виктор Вячеславович (род. 1968) — российский литературовед, журналист. Окончил факультет иностранных языков в 1990 году.
- Каликин, Виктор Сергеевич (1932—2007) — российский певец. Окончил филологический факультет в 1953 году.
- Ковалёв, Дмитрий Александрович (род. 1976) — российский спортсмен (академическая гребля).
- Любимов, Николай Викторович (род. 1971) — российский политик, член Совета Федерации Федерального Собрания Российской Федерации (2022—2024), Губернатор Рязанской области (2017—2022), депутат Государственной думы Российской Федерации (2016—2017). Окончил исторический факультет в 1993 году.
- Пеленягрэ, Виктор Иванович (род.1959) — российский поэт. Окончил филологический факультет в 1981 году
- Михеенков, Сергей Егорович (род. 1955) — российский писатель. Окончил филологический факультет.
- Панченко, Николай Васильевич (1924—2005) — российский поэт. Окончил филологический факультет в 1949 году.
- Собачкин, Алексей Иванович (род. 1958) — российский журналист. Окончил филологический факультет в 1979 году.
- Тырин, Михаил Юрьевич (род. 1970) — российский писатель-фантаст. Окончил филологический факультет в 1992 году.
- Федичев, Роман Иванович (1955—2016) — российский писатель, директор московского книжного издательства «Глобус».
- Хуторской, Андрей Викторович (род. 1959) — доктор педагогических наук, член-корреспондент Российской академии образования. Окончил физико-математический факультет в 1981 году.